# Lungo XIX secolo
La locuzione di natura storica lungo XIX secolo o lungo Ottocento (in lingua inglese Long 19th Century) fu coniata dallo storico britannico di formazione marxista Eric Hobsbawm. Lo studioso, nell'omonimo saggio, indica il XIX secolo (l'Ottocento, 1801-1900) come un secolo che si è esteso - almeno sul piano della storiografia - tra l'anno 1789 e l'anno 1914. Il saggio sul XIX secolo è stato seguito dal noto Secolo breve (1914-1991), nel quale contrappone ad un lungo Ottocento un breve Novecento (in lingua inglese Short 20th Century).
Spartiacque di questo periodo sono stati la rivoluzione francese, che portò in Europa la costituzione di una forma di governo repubblicano, e l'inizio della prima guerra mondiale che, sotto molti aspetti, segnò la fine di un'era per aprirne una nuova. Durante il primo conflitto mondiale molti degli accordi politici internazionali, allora in essere su scala planetaria, vennero sospesi, fino a disegnare - al termine del conflitto - uno scenario completamente nuovo all'interno di un secolo, il XX, che si sarebbe rivelato tanto breve quanto denso di mutamenti, sia sul piano politico e sociale sia su quello economico e delle scoperte scientifiche.
Hobsbawm ha sviluppato le proprie teorie sul Lungo Ottocento in una trilogia di libri:
- The Age of Revolution: Europe 1789-1848, Abacus, 1962 
  - trad. italiana Le rivoluzioni borghesi. 1789-1848, trad. Orazio Nicotra, Collana Il portolano n.5, Il Saggiatore, I ed. 1963; Collana Le vie della civiltà n.1, Il Saggiatore, 1971-1976 Laterza, 1991; col titolo  L'Età della Rivoluzione, 1789-1848, Collana Storica, Rizzoli, 1999
- The Age of Capital: 1848-1875, Weidenfeld & Nicolson, 1975 
  - trad. italiana Il trionfo della borghesia, 1848-1875, trad. Bruno Maffi, Collana Storia e Società, Laterza, Bari, I ed. 1976, ISBN 978-88-799-4053-5; Collana Biblioteca Storica, Laterza, 1998
- The Age of Empire: 1875-1914, Weidenfeld & Nicolson, 1987 
  - trad. italiana L'Età degli Imperi, 1875-1914, trad. Franco Salvatorelli, Collana Storia e Società, Laterza, Bari, 1987